# 布宰賈爾

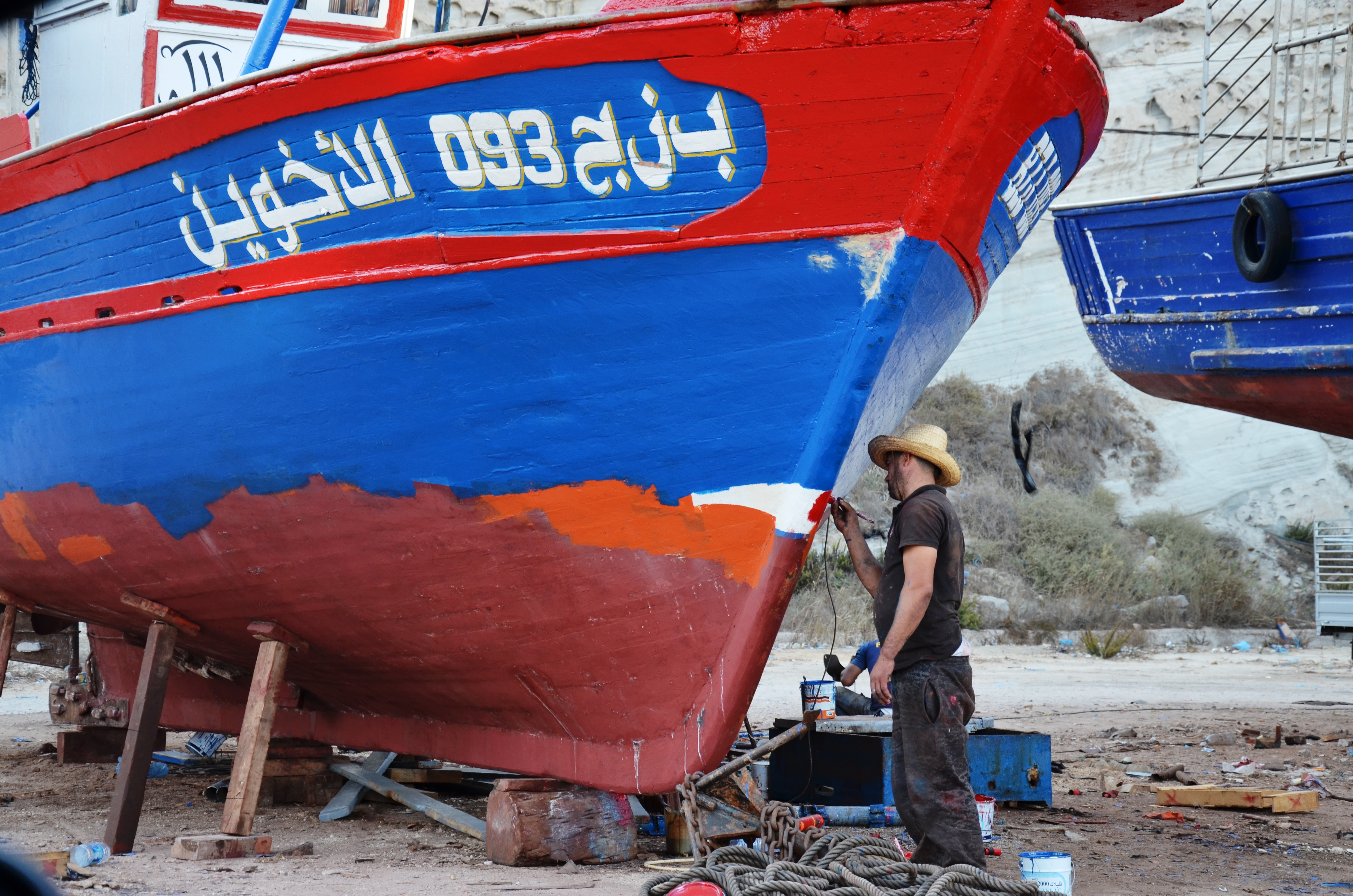

布宰賈爾（阿拉伯語：بوزجار），是阿爾及利亞的城鎮，位於該國西北部艾因泰穆尚特省，由阿姆里耶區負責管轄，面積55平方公里，2010年人口4,545，人口密度每平方公里83人。